# Thibault Damour
Thibault Damour (n. 7 februarie 1951, Lyon, Rhône⁠(d), Franța) este un fizician francez, specialist în domeniul relativității generale și undelor gravitaționale, director de cercetări la Observatorul din Paris, membru permanent în Institut des Hautes Études Scientifiques.

## Biografie
- 1970-1974 : Ecole Normale Supérieure de la rue d’Ulm.
- 1973-1974 : Laboratoire de Physique Théorique, Institut Henri Poincaré, Paris.
- 1974-1975 : Jane Eliza Procter Fellow `a l’Université de Princeton, U.S.A.(Physics Department).
- 1975-1976 : European Space Agency International Fellow `a l’Université de Princeton, U.S.A. (Physics Department).
- 1976-1977 : Service National – Centre d’Etudes Théoriques de la D´etection etdes Communications, Base Aérienne 117, Paris.
- 1977-1981 : Attaché de Recherche au CNRS (Groupe d’Astrophysique Relativiste,ER 176, Observatoire de Paris-Meudon).
- 1981-1985 : Chargé de Recherche au CNRS.
- 1985-1992 : Directeur de Recherche (2`eme classe) au CNRS. [Mise en disponibilité aupr`es de l’IHES en 1989-1992; D´emission du CNRS le 30/09/92].
- 1989 (octobre) : Professeur Permanent `a l’Institut des Hautes Etudes Scientifiques.

## Diplome
- 1970-1974 : Ecole Normale Supérieure de la rue d’Ulm.
- 1970-1972 : Maˆıtrise de Physique.
- 1973 : DEA de Physique Théorique, option Relativité et Théorie des Champs.
- 1974 : Th`ese de Doctorat de 3`eme cycle, spécialité Physique Théorique (Université de Paris VI, 5 juin 1974): “Theorie classique de la renormalisation”.Agregation de Sciences Physiques.
- 1979 : Th`ese de Doctorat d’Etat `es Sciences Physiques (Université de Paris VI, 10 janvier 1979)

## Cărți și publicații
A publicat circa 400 de articole științifice, 5 cărți de popularizare, 7 cărți științifice ( dintre care 4/5  în colaborare).Are indice H=86 (ADS NASA), indicele citarilor - peste 110/articol (ADS NASA); H= 85(SPIRES), indicele citarilor - peste 240/articol (SPIRES)
- 1. T. DAMOUR, J.C. CARRIERE;Entretiens sur la multitude du monde. 2002. Editions Odile Jacob, Paris, 241 pages.
- 2. T. DAMOUR Si Einstein m’´etait cont´e 2005. Le Cherche-Midi, Paris, 237 pages; deuxi`eme ´edition Le ChercheMidi2012; troisi`eme ´edition Flammarion, Champs Sciences 2016. [Traduction anglaise: Once Upon Einstein, 2006, AK Peters, Boston (USA).Traduction italienne: Albert Einstein La rivoluzione della fisica contemporanea,

Piccola Biblioteca Einaudi Mappe, 2009. Traduction russe: Alpina Non-Fiction, 2016]
- 3. F. BALIBAR, T. DAMOUR 2005. Einstein, double CD, Editions De Vive Voix (Paris), Collection Science.
- 4. T. DAMOUR 2010. Espace, Temps, Mati`ere et Force, d’Einstein `a la th´eorie des cordes,CD 60 minutes, Editions de Vive Voix (Paris). Collection L’Acad´emie

raconte les sciences.
- 5. T. DAMOUR, M. BURNIAT 2016. Le Myst`ere du Monde Quantique, 160 pages, Bande dessin´ee, Dargaud,Paris.

### Cărți științifice
- 1. J. TRAN THANH VAN, T. DAMOUR, E. HINDS, J. WILKERSON (Editors);Perspectives in Neutrinos, Atomic Physics and Gravitation.Proceedings of the XIIIth Moriond Workshop (Villars-sur-Ollon, Suisse,January 30 - 6 februarie 1993).1993. Editions Fronti`eres, Gif-sur-Yvette, 589 pages.
- 2. J. TRAN THANH VAN, Y. GIRAUD-HERAUD, F. BOUCHET, T. DAMOUR, Y. MELLIER (Editors);Fundamental Parameters in Cosmology.11

Proceedings of the XXXIIIrd Rencontres de Moriond (Les Arcs 1800,France, January 17-24, 1998).1998. Editions Fronti`eres, Gif-sur-Yvette, 452 pages.
- 3. A. ASPECT et al.Einstein Aujourd’hui 2005. EDP Sciences (Les Ulis) et CNRS Editions (Paris).
- 4. T. DAMOUR, O. DARRIGOL, B. DUPLANTIER, V. RIVASSEAU, Editors Einstein, 1905-2005. Poincar´e Seminar 2005. 2006. Birkh¨auser Verlag, Basel (Suisse).
- 5. T. DAMOUR, B. DUPLANTIER, V. RIVASSEAU, Editors Gravitation and Experiment, Poincar´e Seminar 2006. 2007. Birkh¨auser Verlag, Basel (Suisse).
- 6. Damour:2012in T. DAMOUR, R.T. JANTZEN, Editors (Series Editor: R. RUFFINI) Proceedings of the Twelth Marcel Grossmann Meeting on General Relativity, On recent developments in theoretical and experimental general relativity, astrophysics and relativistic field theories (UNESCO Headquarters, Paris, France, 12-18 July 2009).

2012. World Scientific, Singapore, 3 volumes: Parts A, B, C. 2660 pages.
- 7. T. DAMOUR, I. TODOROV and B. ZHILINSKII Symmetries in Nature: Scientific heritage of Louis Michel 2013. World Scientific, Singapore.

## Distincții și premii
- 1978: Lauréat de la Fondation Singer-Polignac.
- 1980: Médaille de bronze du CNRS.
- 1984: Prix de physique théorique “Paul Langevin” de la Société Française de Physique.

- 1990: Grand Prix de l’Académie des Sciences, France (Prix Mergier-Bourdeix).
- 1994: First Award de la Gravity Research Foundation (USA).
- 1994: Membre correspondant de l’Académie des Sciences.
- 1996: Médaille Einstein de l’Albert Einstein Gesellschaft, Berne (Suisse).
- 1999: Membre de l’Académie des Sciences (Section de Physique) et Membre de l’Institut de France.

- 2005: Cecil F. Powell Memorial Medal de l’European Physical Society.
- 2010: Membre de l’Academia Europaea
- 2010: Amaldi medal of the Societ`a Italiana di Relativit`a Generale e Fisica della Gravitazione

- 2010: Chevalier de l’Ordre National de la Légion d’Honneur
- 2016: European Astronomical Society Prize: Lodewijk Woltjer Lecture
- 2016: Election à l’American Academy of Arts and Sciences comme Foreign Honorary Member
- 2016: Special Breakthrough Prize in Fundamental Physics for detection of Gravitational Waves

## Controverse științifice publice
De câțiva ani, o controversă științifică publică, scrisă (în colaborare cu Nathalie Deruelle (fr) și Luc Blanchet (fr)) și video , se opune lui Thibault Damour și lui Jean-Pierre Petit (en) cu privire la valabilitatea modelului cosmologic Janus (fr).

## Discipoli
- Alessandra Buonnano
- Gerhard  Schaefer
- Luc Blanchet
- G. Esposito-Farese
- J. Tran Thanh Van